# 仁部屋和弘
仁部屋 和弘（にぶや かずひろ、1987年12月13日 - ）は、大分県大分市出身のフットサル選手である。Fリーグ・バサジィ大分所属。ポジションはアラ。

## 経歴
大分県大分市出身。大分市立荏隈小学校を経て、中学年代では大分市立城南中学校に通学しながら大分トリニータ U-15に所属。高校年代では大分市を離れて大分県北部の宇佐市にある柳ヶ浦高等学校に進学。サッカー部の同学年には金尚佑（元徳島ヴォルティスなど）がおり、野球部の同学年には山口俊（横浜DeNAベイスターズ）がいた。2005年度の第84回全国高等学校サッカー選手権大会には10番を背負って出場。柳ヶ浦高等学校が全国大会に出場するのは創設以来初のことだった。1回戦では半年前のインターハイで優勝していた青森山田高等学校と対戦し、小澤竜己などを要する優勝候補に敗れた。
2008年2月にはセルジオ・サッポ監督によってフットサル日本代表候補合宿に初招集された。
2012年5月にはアラブ首長国連邦で開催された2012 AFCフットサル選手権に出場。日本代表は4大会ぶり2度目の優勝を果たした。2012年10月には2012 FIFAフットサルワールドカップのための愛知合宿メンバー16人に選ばれたが、ワールドカップに出場する最終メンバーからは仁部屋と滝田学の2人が外れた。2013年7月には大分の情報番組でリポーターを務めていた女性と入籍した。
2014年の2014 AFCフットサル選手権では2連覇を達成。背番号10を付けた仁部屋はグループリーグの韓国戦では先制点を含む2得点を挙げ、12-0と圧勝したチームに勢いを与えた。グループリーグのキルギス戦では吉川智貴のシュートのこぼれ球を押し込んで得点し、準々決勝のタイ戦では皆本晃のクロスをスライディングで押し込んで先制点を挙げた。グループリーグのウズベキスタン戦とキルギス戦、準決勝のクウェート戦、決勝のイラン戦に先発出場した。
2015年1月4日には入籍済みの女性と結婚式を挙げた。同年5月24日のバルドラール浦安戦ではFリーグ通算200試合出場を達成した。なお、相手チームの小宮山友祐も同試合で200試合出場を達成している。2017年8月27日のフウガドールすみだ戦ではFリーグ通算150得点を達成した（6人目）。

## 所属クラブ
サッカー
- 2000年-2003年 大分トリニータ U-15
- 2003年-2006年 柳ヶ浦高等学校

フットサル
- 2006年- バサジィ大分

## タイトル
- Fリーグベスト5(3) : 2010-11, 2014-15, 2015-16

## 個人成績
| 国内大会個人成績 | 国内大会個人成績 | 国内大会個人成績 | 国内大会個人成績 | 国内大会個人成績             | 国内大会個人成績 | 国内大会個人成績 | 国内大会個人成績 | 国内大会個人成績 | 国内大会個人成績 | 国内大会個人成績 | 国内大会個人成績 |
| 年度             | クラブ           | 背番号           | リーグ           | リーグ戦                     | リーグ戦         | リーグ杯         | リーグ杯         | オープン杯       | オープン杯       | 期間通算         | 期間通算         |
| 年度             | クラブ           | 背番号           | リーグ           | 出場                         | 得点             | 出場             | 得点             | 出場             | 得点             | 出場             | 得点             |
| 日本             | 日本             | 日本             | 日本             | リーグ戦                     | リーグ戦         | オーシャン杯     | オーシャン杯     | 全日本選手権     | 全日本選手権     | 期間通算         | 期間通算         |
| ---------------- | ---------------- | ---------------- | ---------------- | ---------------------------- | ---------------- | ---------------- | ---------------- | ---------------- | ---------------- | ---------------- | ---------------- |
| 2007-08          | 大分             | 12               | Fリーグ          | 19                           | 11               |                  |                  |                  |                  |                  |                  |
| 2008-09          | 大分             | 8                | Fリーグ          | ??                           | ?                |                  |                  |                  |                  |                  |                  |
| 2009-10          | 大分             | 10               | Fリーグ          | 23                           | 9                |                  |                  |                  |                  |                  |                  |
| 2010-11          | 大分             | 10               | Fリーグ          | 26                           | 20               |                  |                  |                  |                  |                  |                  |
| 2011-12          | 大分             | 10               | Fリーグ          | ??                           | ?                |                  |                  |                  |                  |                  |                  |
| 2012-13          | 大分             | 10               | Fリーグ          | 27                           | 9                |                  |                  |                  |                  |                  |                  |
| 2013-14          | 大分             | 10               | Fリーグ          | 33                           | 21               |                  |                  |                  |                  |                  |                  |
| 2014-15          | 大分             | 10               | Fリーグ          | 31                           | 25               |                  |                  |                  |                  |                  |                  |
| 2015-16          | 大分             | 10               | Fリーグ          | 30                           | 20               |                  |                  |                  |                  |                  |                  |
| 通算             | 日本             | 日本             | Fリーグ          | \|\|\|\|\|\|\|\|\|\|\|\|\|\| |                  |                  |                  |                  |                  |                  |                  |
| 通算             | 日本             | 日本             |                  | \|\|\|\|\|\|\|\|\|\|\|\|\|\| |                  |                  |                  |                  |                  |                  |                  |
| 総通算           | 総通算           | 総通算           | 総通算           | \|\|\|\|\|\|\|\|\|\|\|\|\|\| |                  |                  |                  |                  |                  |                  |                  |